# Pavel Suhoj
Pavel Osipovič Suhoj (rus. Павел Осипович Сухой, blr: Павел Восіпавіч Сухі); (Glibokaje, Bjelorusija 10. srpnja 1895. – Moskva, 15. rujna 1975.) bio je bjeloruski konstruktor aviona koji je konstruirao više od 30 tipova aviona. Posebno poznat po seriji mlaznih lovačkih i jurišnih aviona projektiranih za potrebe sovjetskog ratnog zrakoplovstva. Projektant je prvog sovjetskog mlaznog aviona i prvog supersoničnog aviona. Bio je uspješan projektant aviona u svjetskim razmjerima.

## Biografija
Pavel Osipovič Suhoj rođen je 10. srpnja 1895. u mjestu Glubokoe Vigebska, gubernija Bjelorusija u učiteljskoj obitelji. Završio je osnovnu školu u rodnom mjestu, a gomeljsku gimnaziju 1914. godine sa srebrnom medaljom. Regrutiran je u vojsku 1916. godine, da bi 1920. bio otpušten zbog slabog zdravlja. Poslije vojske se upisuje na moskovsku Višu tehničku školu nazvanu gdje diplomira u klasi profesora Andreja Tupoljeva, poznatog ruskog konstruktora aviona 1925. godine. Iste godine se zapošljava u CAGI institutu u uredu Tupoljeva gdje napreduje od projektanta, šefa brigade do zamjenika glavnog projektanta. U to vrijeme radio je na projektima: ANT-5/(I-4); ANT-31/(I-14); ANT-25/(RD) kao i avionima izvedenim iz njega ANT-36/(DB-1); ANT-37/(DB-2), zatim ANT-29/DIP i na kraju ANT-51 koji je prema njemu dobio ime Suhoj Su-2.
Od 1939. godine Suhoj je postavljen za rukovoditelja konstrukcijskog ureda OKB-51 pri tvornici aviona u Harkovu, međutim to Suhoju nije odgovaralo jer je bio udaljen od znanstveno-tehničkog potencijala koji je pružao CAGI institut u Moskvi. Jako se trudio da ga vrate u Moskvu i u tome uspijeva 1940. godine te se sa svojim suradnikom J. A. Ivanivim, (koji je bio u stanju napraviti sve ono što je Suhoj projektirao) vraća na aerodrom u Podmoskovlju. U to vrijeme radi na projektu jurišnog aviona Su-6. Za vrijeme rata ured je bio dislociran iz Moskve zbog opasnosti od prodiranja Nijemaca. Završava avion Su-6 za koji dobiva 1943. godine Staljinovu nagradu ali avion nije ušao u serijsku proizvodnju. Poslije rata se vraća u Moskvu kao zamjenik glavnog projektanta u uredu OKB-156 kod Tupoljeva. Tu radi do 1953. godine, da bi se nakon Staljinove smrti ponovo reaktivirao njegov konstrukcijski ured u kojem 1956. godine postaje glavni projektant.
U poslijeratnom razdoblju radi na projektu prvog sovjetskog aviona na mlazni pogon Su-9, zatim čitave serije uspješnih aviona, pa S-1 prvi sovjetski supersonični avion, Su-24 avion s promijenljivom geometrijom krila, pa sve do Su-27 koji je započeo, ali nije imao sreće doživjeti njegov let. Umro je u Moskvi 1975. godine poslije duže bolesti. 
Dobio je brojna priznanja i nagrade. Otvoren je muzej u njegovom rodnom mjestu njemu u čast. Po njemu se zove poduzeće za projektiranje i proizvodnju aviona "OAO Suhoj" iz Moskve. 